# Monosulfure de scandium
Le monosulfure de scandium est un composé inorganique de formule chimique ScS. Il forme des cristaux  cubiques, à l'instar du chlorure de sodium. Bien que sa formule semble suggérer que c'est un composé du scandium(II), c'est-à-dire [Sc2+][S2−], ScS est probablement décrit de façon plus réaliste comme un composé pseudo-ionique, contenant [Sc3+][S2−], l'électron restant occupant la bande de conduction du solide.

## Synthèse
Le monosulfure de scandium est préparé en chauffant un mélange de scandium métallique et de soufre en poudre en l'absence d'air à 1150 ° C pendant 70 heures :
{\displaystyle {\ce {Sc + S -> SSc}}}